# サン・ラッファエーレ・チメーナ
サン・ラッファエーレ・チメーナ（伊: San Raffaele Cimena）は、イタリア共和国ピエモンテ州トリノ県にある、人口約3,100人の基礎自治体（コムーネ）。

## 地理

### 位置・広がり

#### 隣接コムーネ
隣接するコムーネは以下の通り。
- ブランディッツォ
- カスタニェート・ポー
- キヴァッソ
- ガッシーノ・トリネーゼ
- リヴァルバ
- セッティモ・トリネーゼ

## 行政

### 分離集落
サン・ラッファエーレ・チメーナには、以下の分離集落（フラツィオーネ）がある。
- Cimena, San Raffaele Alto, Tetti Baudino